# Vicente Carbó
Vicente Carbó y Oliveras (Olot, ?-Lérida, 13 de octubre de 1919) fue un periodista español.

## Biografía
Era hijo de Juan Carbó Bonavia y de Antonia Oliveras Saderra. Su padre era director del periódico católico de Olot El Deber y en 1911 había sido nombrado jefe local del Requeté.
Al igual que su padre, Vicente Carbó militó en el carlismo desde joven. Estudió Derecho en la Universidad de Barcelona y durante su etapa de estudiante formó parte de la redacción de El Correo Catalán, organizando además campañas de la Juventud Tradicionalista de Barcelona, del Comité de Propaganda y de la obra cultural de la Agrupación Escolar Tradicionalista. Destacó como orador en numerosos aplecs carlistas, como por ejemplo el de Montalegre.
Acabados sus estudios, se trasladó a Lérida, donde dirigió El Correo Leridano, órgano de la Comunión Tradicionalista en la provincia, renombrado El Correo de Lérida en 1913. De tendencia catalanista, Carbó formó también parte de la primera redacción del semanario jaimista La Trinchera (1912-1919).
Desautorizado El Correo de Lérida por la organización oficial del partido jaimista, en noviembre de 1917 Carbó participó en un Congreso de Jóvenes tradicionalistas catalanes en el Círculo Tradicionalista de Barcelona con Francisco Aizcorbe, Juan Bautista Roca, Ángel Marqués, Pedro Roma, Bernardino Ramonell y José Brú. Este congreso, organizado con el propósito de reorganizar el tradicionalismo catalán y revisar su programa, fue criticado por los periódicos afectos a Vázquez de Mella como El Norte de Gerona, que lo acusó de hacer manejos para favorecer la alianza con la Liga Regionalista y romper la unidad del partido tradicionalista, un año antes de que fueran los dirigentes mellistas quienes finalmente se separaran.
Vicente Carbó fue un destacado teórico del tradicionalismo catalán y, según José Brú, murió cuando su figura empezaba a destacarse cada vez más en el jaimismo.